# گن‌آباد
گن‌آباد ، روستایی از توابع بخش مرکزی شهرستان مشهد در استان خراسان رضوی ایران است.

## پیشینه
مقدسی صاحب احسن التقاسیم در نیمه دوم قرن چهارم هجری ولایت طوس را چنین توصیف نموده است: 
«طوس خزانه ایرانشهر است که قصبه اش طابران ، نوقان ، رادکان ، جنابذ، استورقان و تروغبذ است 
جناوذ (گناواذ) کوچکتر از نوقان است و هفتاد دیه دارد و دیگر منبرهایش چنین اند: استورقان، جرموکان، تروغبذ، سرکو، برنوخکان».

## جمعیت
این روستا در دهستان میان ولایت قرار دارد و براساس سرشماری مرکز آمار ایران در سال ۱۳۸۵، جمعیت آن ۵۳۱ نفر (۱۵۲خانوار) بوده‌است.